# 싱가포르 슬링
싱가포르 슬링(영어: Singapore sling)은 싱가포르에서 유래한 진 기반 칵테일이다. 이 롱 드링크는 래플스 호텔 롱 바에서 일하던 바텐더 응이암통분(Ngiam Tong Boon, 중국어 정체자: 嚴崇文)이 1915년에 개발했다.

## 역사
당시에는 여성이 공공장소에서 술을 마시는 것이 사회적으로 용인되지 않아 응이암은 칵테일을 과일 주스처럼 보이게 만들어 여성이 마실 수 있게 했다. 한편 데이비드 원드리치는 칵테일이 1890년대에 만들어졌으며 1920년대까지 래플스 호텔과 관련이 없었다고 주장한다.
싱가포르 슬링의 원래 레시피에 대한 논쟁이 있다. 데이비드 엠버리는 The Fine Art of Mixing Drinks에 출판된 칵테일의 모든 레시피 중에서 똑같은 것 2개를 본 적이 없다고 적었다. 이는 1930년대에 호텔이 칵테일을 제공하는 것을 중단한 후 레시피가 분실되었기 때문이다. 호텔이 원조라고 주장하는 레시피는 방문객이 1936년에 작성한 메모를 출처로 한다. 사이먼 디포드는 칵테일이 진 슬링의 "하우스 버전"이었을 것으로 추측한다.
롱 바는 하루에 800-1200잔의 칵테일을 판매한다. 칵테일은 연간 1500만 싱가포르 달러의 매출을 올려 바 전체 수익의 70%를 책임진다.

## 변형
차이나타운 슬링은 파인애플 주스, 진, 트리플 섹, 베네딕틴, 앙고스투라 비터스, 체리 리큐어, 파인애플 조각, 마라스키노 체리를 포함한다.

## 같이 보기
- 톰 콜린스